# German Truck Simulator
German Truck Simulator is een simulatiespel uit 2010, ontwikkeld door het Tsjechische SCS Software. In het spel kan de speler met een vrachtwagen door Duitsland rijden en verscheidene ladingen aflevert. Het spel werd in Duitstalige landen uitgegeven op 13 januari 2010. In het spel is het mogelijk om, na enige tijd te werken als medewerker voor een transportbedrijf, een eigen vrachtwagen te kopen en een bedrijf op te richten. Eerder had SCS Software met Euro Truck Simulator al een gelijkaardig spel uitgebracht.
In het spel kan men rijden met vrachtwagens van verschillende merken. Enkel voor MAN is er een licentie. Voor de andere merken hebben de vrachtwagens weliswaar hetzelfde ontwerp als de echte vrachtwagens, maar de logo's en de namen zijn anders. Zonder licentie kan men zo ook rijden met Mercedes-Benz, Renault als "Runner", Volvo als "Valiant", Scania als "SWIFT", DAF als "DAV" en Iveco.

## Ontvangst
| Beoordeeld door      | Datum           | Score |
| -------------------- | --------------- | ----- |
| GameStar (Duitsland) | 18 januari 2010 | 67%   |
| 4Players.de          | 22 januari 2010 | 65%   |